# Consequence (raper)
Consequence właściwie Dexter Raymond Mills Jr. (ur. 17 kwietnia 1977 w Nowym Jorku) – amerykański artysta hip-hopowy. Jest najbardziej znany za swoją współpracę z hip-hopową grupą A Tribe Called Quest oraz z producentem muzycznym i raperem Kanye Westem, który wydał jego solowa płytę. Jest kuzynem rapera o pseudonimie Q-Tip.

## Dyskografia

### Albumy studyjne
- 2007: Don't Quit Your Day Job!

### Mixtapy
- 2002: The Cons Vol. 1: All Sales Are Final
- 2003: An Evening Wit EPC
- 2003: The Cons Vol. 2: Make The Game Come To You
- 2004: Take 'Em to the Cleaners
- 2005: The Cons Vol. 3: Da Comeback Kid
- 2005: A Tribe Called Quence
- 2006: The Cons Vol. 4: Finish What You Started

### Single
- 2003: "Turn Ya Self In"
- 2005: "Caught Up In The Hype"
- 2005: "N*ggas Get Knocked"
- 2006: "Callin Me"
- 2006: "Waitin On You"
- 2007: "Don't Forget Em"

### Współpraca
- A Tribe Called Quest – The Chase, Part ll (Remix) (Midnight Marauders) 1993
- A Tribe Called Quest – Phony Rappers (Beats, Rhymes and Life) 1996
- A Tribe Called Quest – Motivators (Beats, Rhymes and Life) 1996
- A Tribe Called Quest – Jam (Beats, Rhymes and Life) 1996
- A Tribe Called Quest – Mind Power (Beats, Rhymes and Life) 1996
- A Tribe Called Quest – Baby Phife's Return (Beats, Rhymes and Life) 1996
- A Tribe Called Quest – Word Play (Beats, Rhymes and Life) 1996
- A Tribe Called Quest – Stressed Out (Beats, Rhymes and Life) 1996
- Kanye West – Spaceship (The College Dropout) 2004
- Kanye West – The Good, The Bad, The Ugly (Freshmen Adjustment) 2005
- Kanye West – '03 Electric Relaxation (Freshmen Adjustment) 2005
- Kanye West – Gone (Late Registration) 2005
- Miri Ben-Ari – I've Been Waiting On You (The Hip-Hop Violinist) 2005
- Kanye West – Grammy Family (DJ Khaled – Listennn... The Album) 2006
- Consequence – Couped Up feat. DJ Swivel & Chris Stylez (DJ Whoo Kid - BET Awards Mixtape '06, Clinton Sparks - The Cons Vol. 4) 2006
- Talib Kweli – Engine Runnin (Liberation) 2006